# Apostlen Thomas
Apostlen Thomas, Judas Thomas eller Didymos er en af Jesu disciple, og også kendt som tvivleren Thomas pga. sit udfordrende spørgsmål til Jesus, om at han vil se før han kan tro på, at Jesus er opstået fra de døde. Thomas er ikke et personnavn, men et tilnavn, da toma er det aramæiske ord for "tvilling". Thomas' egentlige navn var Judas, og da Jesus ifølge Markus-evangeliet havde en bror af det navn, har der været spekuleret i, om Thomas var Jesu egen tvillingebror. Imidlertid var Judas et meget udbredt drengenavn, og når Jesus i Thomas-evangeliet kalder apostlen sin tvilling, skal det nok tolkes derhen, at Jesus anser Thomas som sin tvillingesjæl. 
Han har givet navn til den nytestamentlige apokryf Thomas-evangeliet, der angiver ham som forfatteren. Thomas-evangeliet er gnostisk og har dermed rod i græsk filosofi, mere end i Jesu forkyndelse.
I Bibelen fortælles det, at Thomas kom i tvivl, da han første gang mødte Jesus efter opstandelsen. Da Jesus viste ham sine sår på hænder og fødder, blev han dog overbevist.
Traditionen forlyder, at han virkede som apostel i Persien og Indien. Den gamle ortodokse Malankara-kirke i Kerala i Indien regner således apostlen som sin apostel, og de kristne der kaldes derfor "thomaskristne". Hans relikvier skal befinde sig i St. Thomas-katedralen i Mylapore udenfor Madras i Indien, og har i lang tid været et pilgrimsmål for kristne. Også i Den syrisk-ortodokse kirke spiller apostlen Thomas en vigtig rolle.
Ifølge en mundtlig tradition blev Thomas dræbt 3. juli år 72, da han blev stukket ned med en lanse eller et spyd fra baghold af en hedning.
I kirkekunsten bliver apostlerne traditionelt fremstillet med hver sin attribut, en genstand, der som regel viser til den måde, de døde på. Apostlen Thomas' attribut er et vinkeljern eller en lanse.

## Eksternehenvisninger
Arkiveret 6. juni 2012 hos  Wayback Machine
- Wikimedia Commons har flere filer relateret til Apostlen Thomas

| Religion | Spire Denne religionsartikel er en spire som bør udbygges. Du er velkommen til at hjælpe Wikipedia ved at udvide den. |